# مونيا أسود العنق
مونيا أسود العنق (الاسم العلمي: Lonchura kelaarti) (بالإنجليزية: Black-throated Munia)‏ هي نوع من الطيور تتبع جنس المونيا من فصيلة شمعية المنقار.